# Gil Kahele
Gilbert "Gil" Kahele (15 de maio de 1942 - 26 de janeiro de 2016) foi um político do Havaí e um membro democrático do Senado do Havaí desde 16 de janeiro de 2011 representando Distrito 1. Kahele foi nomeado pelo governador Neil Abercrombie para preencher a vaga causada pela nomeação de Russell S. Kokubun como Comissário da Agricultura do Havaí.